# Bernardo Pisano

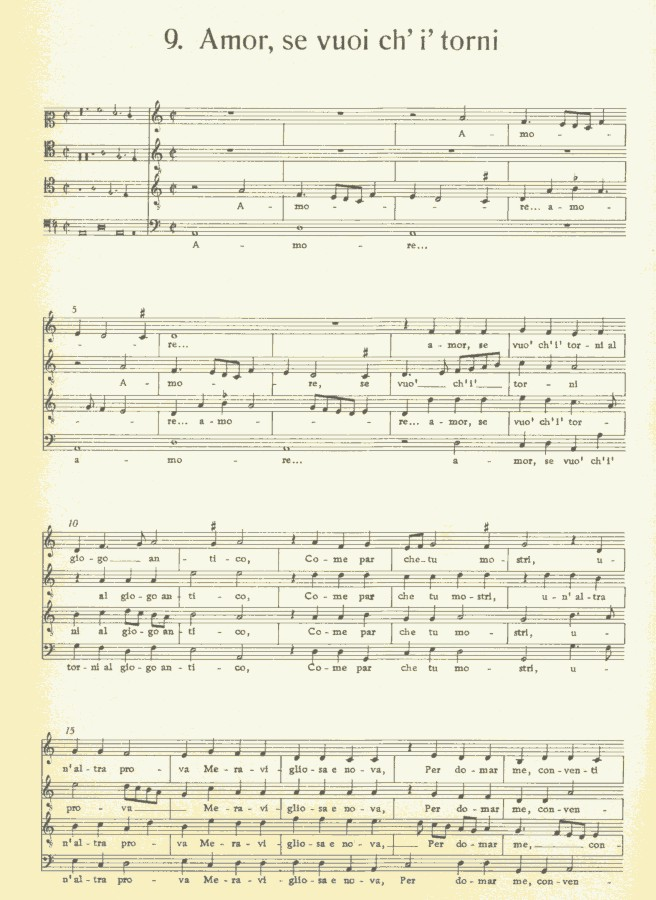

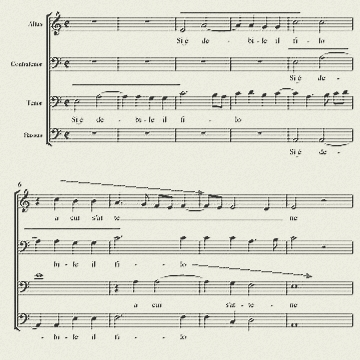

Bernardo Pisano (también conocido por Pagoli) (Florencia, 12 de octubre de 1490 - 23 de enero de 1548) fue un compositor, sacerdote, cantante y erudito italiano del Renacimiento. Fue uno de los primeros madrigalistas y el primer compositor que tuvo una colección escrita de música seglar compuesta en su totalidad por un mismo autor: él mismo.

## Vida
Bernardo Pisano nació en Florencia en 1490 y puede que pasase algún tiempo en Pisa (de ahí su nombre). De joven cantó y estudió música en la iglesia de la  Anunciación de Florencia. En 1512 se convirtió en el maestro di capella de ese lugar, trabajo que ocupó además de supervisar a los coristas y de cantar en las diferentes capillas. Es evidente que tenía el favor de los Médici, pues éstos no sólo lo contrataron para su labor eclesiástica, sino que también le dieron un puesto de cantante en la capilla papal de Roma, justo después de que el cardenal Giovani de' Medici se convirtiese en el papa León X. En algún momento del periodo que abarca entre 1512 y 1520 fue instructor de Francesco Corteccia, organista y compositor de Cosme I de Médici.
Pisano continuó asentado en Roma durante el resto de su vida. Además de cantar en el coro de la capilla papal, obtuvo prebendas eclesiásticas del papa. Entre 1515 y 1519 estuvo viajando entre Florencia y Roma, ocupando cargos de músico en ambas ciudades, pero en 1520 regresó a Roma, salvo por algunas visitas ocasionales a Florencia.
Pisano cometió el error de volver a Florencia en 1529 durante el trienio del gobierno republicano, resultado de un exitoso golpe de Estado contra los Médici. Dado que él obviamente mantenía una estrecha relación con los Médici, fue acusado de ser un espía del papado; lo detuvieron, lo encarcelaron y lo torturaron. En septiembre de 1529 comenzó el famoso asedio de Florencia y fue liberado. En 1530 Florencia fue capturada por las tropas papales y los Médici regresaron al poder. Tras escapar con vida de su anterior residencia, volvió a Roma para quedarse.
En 1546 el papa Paulo III lo nombró maestro di cappella de su capilla privada, puesto que tuvo solo por dos años, ya que murió en 1548. Entre los cantantes que se encontraban en este grupo elitista estaba Jacques Arcadelt, quien habría de hacerse más famoso aún que Pisano como compositor de madrigales.

## Música e influencia
Aunque Pisano escribió música sagrada de estilo sobrio homofónico, casi con toda seguridad para su uso en la Anunciada cuando ocupaba el puesto de maestro di cappella allí, fue como compositor de música seglar que llegó a ser más influente. Se puede decir con algunas reservas que Pisano fue el primer madrigalista. Los compositores algo más tardíos que fueron maestros famosos de este género, como Costanzo Festa, Jacques Arcadelt o Philippe Verdelot, eran conscientes de su obra y copiaron algunos de sus rasgos estilísticos.
La primera música seglar de Pisano es típica de la música italiana de las primeras dos décadas del siglo XVI: ligera, rítmicamente activa, normalmente homofónica, con repeticiones frecuentes y generalmente para tres voces. La mayoría de estas composiciones son ballatas o canzonettas. Su música seglar posterior, incluyendo la importante colección de 1520, el primer libro impreso de música seglar dedicado a la obra de un único compositor, contiene música que queda mejor definida como madrigalicia (si bien él no usó este término). La poesía es a veces seria y a veces humorística; se representan siete poemas de Petrarca. La música trata de comunicar cuidadosamente la emoción expresada por el poema escenificado. A menudo la última línea del texto se repite para dar énfasis, peculiaridad que habría de convertirse en un rasgo definidor de los primeros madrigales. En cuanto a la textura, la música varía entre los pasajes homofónicos y los polifónicos, así como entre los fragmentos para grupos de dos, tres y cuatro cantantes simultáneos.